# Ляохэ (нефтегазовое месторождение)
Ляохэ (кит. 辽河油田) — нефтегазовое месторождение в Китае. Расположено на равнине в среднем и нижнем течениях реки Ляохэ. Открыто в 1980 году. Начальные запасы нефти составляют 500 млн. тонн.
Нефтегазоносность связана с отложениями мелового и юрского возрастов.
В настоящее время разработку месторождения ведёт Daqing Oilfield Company Limited, принадлежащее китайской нефтяной компании CNPC. Добыча нефти в 2006 году составила 12,05 млн тонн.